# 山口芳宏
山口 芳宏（やまぐち よしひろ、1973年 -）は日本の小説家、推理作家。三重県生まれ。横浜国立大学工学部卒業。ゲームプランナー、シナリオライターとして活躍後、2007年に『雲上都市の大冒険』で東京創元社主催の第17回鮎川哲也賞を受賞しデビューした。
受賞作の創作にあたって直接影響を受けたのは、シャーロック・ホームズ、坂口安吾、海野十三、天藤真、蘭郁二郎、夏目漱石であるという。
初めてミステリーを応募したのは東京創元社の第4回創元推理短編賞で、その時は最終選考に残っている（この時の短編賞は受賞作なし、佳作が大倉崇裕、緑川宝）。

## 作品リスト
- 雲上都市の大冒険 （東京創元社、2007年10月） ISBN 978-4-488-02397-3 - 第17回鮎川哲也賞受賞作、「雲上都市の怪事件」改題
  - 文庫版- 創元推理文庫、2011年1月 ISBN 978-4-488-41611-9
- 豪華客船エリス号の大冒険 （東京創元社、2008年11月） ISBN 978-4-488-02439-0
  - 文庫版 - 創元推理文庫、2012年2月 ISBN 978-4-488-41612-6
- 妖精島の殺人（上下巻） （講談社ノベルス、2009年9月、10月） ISBN 978-4-06-182672-4、ISBN 978-4-06-182673-1
- 学園島の殺人（講談社ノベルス、2010年2月） ISBN 978-4-06-182702-8
- 100人館の殺人（東京創元社、2010年3月） ISBN 978-4-488-02456-7
- 蒼志馬（あおしま）博士の不可思議な犯罪 （創元推理文庫、2011年6月） ISBN 978-4-488-41613-3

### 小説以外の著作
- ゲームクリエイターになりたい!夢を実現する裏ワザを大公開（ベストセラーズ、1997年3月） ISBN 4-584-18277-9